# Xã Hanover, Quận Butler, Ohio
Xã Hanover (tiếng Anh: Hanover Township) là một xã thuộc quận Butler, tiểu bang Ohio, Hoa Kỳ. Năm 2010, dân số của xã này là 8.311 người.